# Tomasz Kaczmarek (trener)
Tomasz Kaczmarek (ur. 20 września 1984 we Wrocławiu) – polski piłkarz, występujący na pozycji napastnika i trener.

## Życiorys

### Kariera zawodnicza
Urodził się 20 września 1984 we Wrocławiu. Kiedy miał 9 lat, wraz z rodzicami wyjechał do Niemiec, gdzie zamieszkali w Kolonii. Jako zawodnik występował na pozycji napastnika, w 2006 przeszedł ze SpVg Porz do FC Junkersdorf (oba zespoły niemieckie), gdzie w 2008 zakończył karierę.

### Kariera trenerska
Ukończył Deutsche Sporthochschule Köln i Akademię im. Hennesa Weisweilera. Pracę magisterską napisał w Los Angeles, pod okiem Marka Verstegena. W jego akademii fitnessu poznał Boba Bradleya, który zaproponował mu pracę asystenta w reprezentacji Egiptu. Po zakończeniu pracy w niemieckim Bonner SC dołączył do sztabu Bradleya. W Egipcie współpracował m.in. z Mohamedem Salahem, któremu pomógł zaaklimatyzować się w Europie. Salah cenił współpracę z nim, chciał nawet, aby kontynuował ją mimo odejścia z kadry Bradleya. Kaczmarek jednak postanowił przenieść się wraz z selekcjonerem do Stabæk IF, gdzie pozostał jego asystentem. W 2015 roku został trenerem FC Viktoria Köln, z którą dwukrotnie kończył sezon na trzecim miejscu Regionalligi. Dwa lata później rozpoczął pracę w zespole Stuttgarter Kickers, występującym na tym samym poziomie ligowym, jednak z powodu słabych wyników w tym samym roku został zwolniony. Swój następny klub objął w 2018, była to 3-ligowa Fortuna Köln, gdzie trafił po odrzuceniu oferty z Zagłębia Sosnowiec. Tu również nie pracował zbyt długo, po niecałym roku rozstał się z zespołem. W 2020 został asystentem Kosty Runjaicia w Pogoni Szczecin, wraz z tym zespołem zajął trzecie miejsce w Ekstraklasie w sezonie 2020/2021. 
1 września 2021 podpisał umowę jako pierwszy trener z Lechią Gdańsk. Zadebiutował w meczu Ekstraklasy z Wisłą Kraków, zakończonym remisem 2:2. Pracując w tym zespole, już w miesiącu swojego debiutu zdobył nagrodę Trenera Miesiąca PKO Ekstraklasy. W sezonie 2021/2022 prowadzona przez niego Lechia zajęła 4. miejsce, kwalifikując się do eliminacji Ligi Konferencji Europy UEFA, w których odpadła w 2. rundzie przeciwko Rapidowi Wiedeń. 1 września 2022 został zwolniony z funkcji trenera Lechii Gdańsk, dzień po przegranym 0:3 ligowym spotkaniu przeciwko Lechowi Poznań, pozostawiając klub na ostatnim miejscu w tabeli Ekstraklasy. Łącznie prowadził drużynę w 40. spotkaniach, wygrywając 18, remisując 7 i przegrywając 15. 
10 kwietnia 2023 został trenerem FC Den Bosch, z którym podpisał obowiązujący przez dwa sezony kontrakt.

## Życie prywatne
Żonaty, ma córkę.